# 马褂

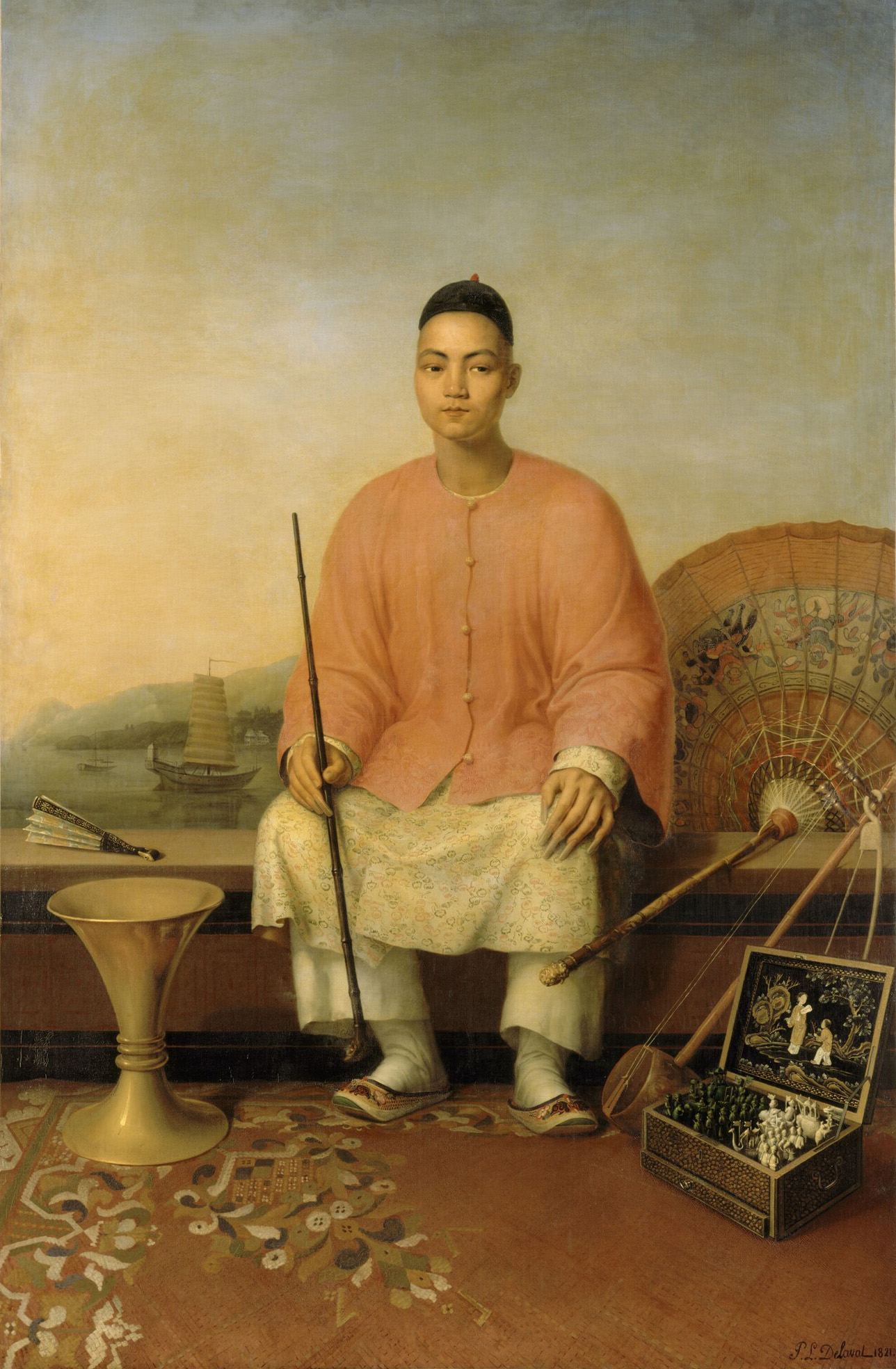
著馬褂者。

马褂（转写：olbo），在清代文獻中称行褂，是滿族及蒙古族服裝，也是中國清代及民国男式服装之一，被視為一種外套或夾克，套在滿族長袍外面穿用，與長袍／長衫合稱“长衫马褂”或「長袍馬褂」。马褂有袖（无袖的稱作马甲），分大襟、对襟、琵琶襟三种，一般长度到肚脐，袖长到肘部。材質上有单、夹、皮、纱、棉等种类。
马褂在清順治年間多為满族人穿用，至康熙雍正年間，流行全國。在清朝，明黄色的黃馬褂是特赐給有軍事功勞者、對皇家有功勞者、或者武藝高強的軍人與精於打猎的武士，代表皇帝的恩典。所以其他人不得随便穿用明黄色的黃馬褂。

## 演化
雖然常被認為是滿族的衣裝，但馬褂的雛形在明朝已經出現，《明宣宗射獵圖》中就有明宣宗穿上對襟方领無袖罩甲射獵的畫像。
马褂是清朝官员制服的一种，在《清朝通典》内长与坐齐的褂子称为行褂，设计上方便骑马时穿著。满清皇帝的制服分为朝服、龙袍、常服褂、行褂、常服袍、行袍。行褂比常服褂短。满清官员的制服分为“朝服”、“常服”、“行服”和“雨服”几种。当中行服是出外时所穿，而马褂(亦称为“行褂”)即行服的一种。据《大清会典》定制，清朝皇帝、王公大臣及文武品官的行褂形制相同，但以面料的颜色区分等级。皇帝和亲王色用石青，领侍卫内大臣、御前大臣、护军统领等色用明黄。在八旗之四正旗中，除正白旗、正红旗和正蓝旗副都统之行褂色各如旗色外，正黄旗副都统的行褂为金黄色。
马褂的颜色和用料皆与穿著者的阶级有关，当中黄色是皇帝的专用顏色，只有皇帝近身的侍卫，或者获皇帝特别赏赐者才可以穿著。皇帝、亲王的常服行褂则用石青色。
民国元年（1912），北洋政府和参议院颁发了正式的服饰法令，即《服制》（民国元年十月初三）。男子常礼服采用中西两式，即《服制》中所指的甲乙两种。《服制》中将長袍馬褂列为男子常礼服之一。民国十八年（1929），国民政府公布《服制条例》，正式将蓝长袍、黑马褂列为「国民礼服」。
在台灣，參加正式傳統宗教祭典時，主祭、陪祭者多會穿著馬褂。近年來參加佛教式喪禮的家屬由傳統披麻戴孝改為穿著黑色馬褂。

### 黃馬褂
根据清官规定，有四类人可以穿著淡黄色的黄马褂：
- 行职褂子：第一类是皇帝出行时，各内大臣、御前大臣、御前侍卫等随从，必须穿著黄色的马褂以壮行色。这种黄马褂称之为“行职褂子”，没有花纹及图案。因为是因职而穿著，离开工作岗位，或者非与皇帝同行时便不能穿。

- 行围褂子：第二类黄马褂是皇帝狩猎校射时所赏赐的。清代的各皇帝至咸丰为止俱有每年狩猎的习惯。在皇帝围猎、校射时表现出色，或者向皇帝献猎物者，都可能得到皇帝赏赐黄马褂。这种黄马褂称之为“行围褂子”，按规定只有在跟随皇帝狩猎时才可以穿著。平时无故穿上属于犯禁，是可以被治罪的。

- 武功褂子：第三类黄马褂是因特殊功勋而得到奖赏。这种赏赐又称“武功褂子”，得赏者可以在任何隆重的场合穿著；意义上才属于一般人平时所说的“赐穿黄马褂”。据考据，这种赏赐方式在清初并不盛行，一路至嘉庆年间都未见于史书；相信是在道光或咸丰以后才开始出现。到了太平天国起后更多见赏赐于对太平军作战有功者。而获得赏赐者不单是有军功的战将，有时为皇帝(或太后)办事得其欢心亦可能获得赏赐。清末时慈禧太后便曾赏赐为其开火车的司机黄马褂一件。

- 特使特赐：第四类是特使、宣慰中外的官员。通常情况下，皇上特赐某官员黄马褂的诏書宣读后，被特赐黄马褂的官员须骑马绕紫禁城一周，这种威武而又庄严的仪式，在咸丰年间最为盛行。

## 穿着马褂的人物
- 康熙帝石青色常服褂姿
- 满绰尔图马褂
- 满族士兵马褂
- 清朝士兵马褂
- 清代官员的朝服满装长褂
- 穿著馬褂的駱成驤
- 穿著馬褂的周馥
- 穿著馬褂的清朝公派留學生
- 清朝士兵马褂
- 清代马褂
- 穿著馬褂的潘震
- 穿著馬褂的刘锦藻
- 穿著馬褂的王文韶
- 1871年大清总理衙门的大臣清晰照
- 李鸿章
- 胡先骕与胡适的長袍馬褂
- 1934年，宋子文、马步芳在青海西宁的清真寺前，与当地男性回族民众合影。回族男性穿着长袍马褂的同时，以佩戴白色缠头的方式，展示穆斯林身份。

## 相关资料
- 旗袍
- 黄马褂